# 1407
1407 (MCDVII) je bilo navadno leto, ki se je po julijanskem koledarju začelo na soboto.

## Dogodki
- 1. januar

## Rojstva
- Lorenzo Valla, italijanski renesančni humanist (* 1457)

## Smrti
- 9. februar - Vilijem I., meissenški mejni grof (* 1343)
- 22. februar - Pir Mohamed Ibn Džahangir, emir Timuridskega cesarstva  (* okrog  1374)
- 30. marec - Konrad von Jungingen, 25. veliki mojster vitezov križnikov (* 1355)
- 3. april - Ulman Stromer, nemški (nürnberški) veletrgovec, papirničar (* 1329)
- 23. april - Olivier de Clisson, bretonski vojak, francoski konstabl (* 1336)
- 14. junij - Teodor I. Paleolog, morejski despot (* 1355)

Neznan datum
- Pero López de Ayala, kastiljski državnik, zgodovinar, pesnik (* 1332)
- Rainer II., monaški vladar (* 1350)